# دهستان سورک (جاسک)
 دهستان سورک، یکی از دهستان‌های بخش لیردف شهرستان جاسک در استان هرمزگان ایران است. مرکز این دهستان، روستای پجک است 

## جمعیت
بر پایه سرشماری عمومی نفوس و مسکن در سال ۱۳۹۵، جمعیت دهستان سورک برابر با ۷٬۰۳۸ نفر بوده‌است.